# Hermann Wendelstein
Hermann Wendelstein (* 15. April 1836 in Rottenburg am Neckar; † 9. August 1918 ebenda) war ein württembergischer Oberamtmann.

## Leben
Wendelstein, Sohn eines Bistumspflegers und katholischer Konfession, studierte in Tübingen zunächst Philosophie von 1854 bis 1855 und danach von 1855 bis 1859 Regiminalwissenschaft. Er legte 1859 die erste und 1860 die zweite höhere Dienstprüfung ab. 
Danach trat er in die württembergische Innenverwaltung ein. Er leitete das Oberamt Horb von 1877 bis 1899, zunächst als Oberamtsverweser und ab 1878 als Oberamtmann. 1899 trat er in den Ruhestand.

## Ehrungen
- 1899: Ritterkreuz 1. Klasse des Friedrichs-Ordens